# Unione Sportiva Bari 1933-1934
Questa voce raccoglie le informazioni riguardanti l'Unione Sportiva Bari nelle competizioni ufficiali della stagione 1933-1934.

## Stagione
La stagione 1933-1934 è la terza nella storia del Bari Calcio in Serie B; la compagine pugliese vi partecipa dopo la retrocessione maturata nell'anno sportivo precedente. La serie cadetta è stata stavolta suddivisa in due gironi di 13 squadre ciascuno; le prime tre classificate di ognuno di questi saranno ammesse a disputare un ulteriore girone finale (di 6 squadre), in cui la prima formazione classificata sarà promossa in massima serie. I galletti devono disputare il raggruppamento orientale, il "B".
Al vertice della società biancorossa viene nominato l'ingegner Raffaele Tramonte, stimato professionista della città di Bari (che sostituisce il presidente uscente Sebastiano Roca).
Viene chiamato ad allenare i baresi l'austriaco Tony Cargnelli. Il professor Stefanelli, segretario federale, ottiene che i vecchi dirigenti liberino la società di diversi debiti e anche grazie a numerose cessioni si opera un ringiovanimento della rosa: fra i vari lasciano il capoluogo Alice (ancora infortunato), Gay e Scategni.
In campionato i biancorossi conducono un buon girone d'andata, ottenendo 20 punti; subiscono un calo di rendimento in quello di ritorno (concluso con il 5-0 in casa, sul Venezia con tripletta di Marchionneschi e una rete a testa per Patuzzi e Frossi), con un bottino di 10 punti. Si attestano quindi al terzo posto del raggruppamento (con 30 punti, a due lunghezze dalla seconda e tre dalla prima in classifica), qualificandosi al girone finale.
Il Bari conclude poi il girone finale al primo posto, con 14 punti assieme alla Sampierdarenese. Per determinare la vincitrice viene indetto uno spareggio promozione a turno unico, che si tiene allo stadio Littoriale di Bologna il 24 giugno 1934. Dopo una prova di ardore, i galletti perdono l'incontro per 0-1, per effetto della rete del ligure Comini al 17º minuto del primo tempo: caduti in lacrime, vengono applauditi dai pochi bolognesi presenti sugli spalti dell'arena.
Durante la stagione ha esordito il giovane barese Giuseppe De Marinis, proveniente dal vivaio (ha totalizzato in tutto 3 presenze e zero reti).

## Maglie[1]
Le divise per la stagione '33-'34 sono state le seguenti:
| Prima divisa | Seconda divisa |

## Organigramma societario[1]
Area direttiva
- Presidente: Ing. Raffaele Tramonte
- Segretario generale: Ciccio Mannerucci

Area tecnica
- Direttore Sportivo: ?
- Allenatore: Tony Cargnelli

## Rosa
| N. |                   | Ruolo | Calciatore         |
| -- | ----------------- | ----- | ------------------ |
|    | Italia (bandiera) | P     | Cesare Casirago    |
|    | Italia (bandiera) | P     | Alferio Cubi       |
|    | Italia (bandiera) | D     | Giuseppe Antonelli |
|    | Italia (bandiera) | D     | Luigi Caldarulo    |
|    | Italia (bandiera) | C     | Riccardo Bonometti |
|    | Italia (bandiera) | C     | Dino Da Caprile    |
|    | Italia (bandiera) | C     | Domenico Giacobbe  |
|    | Italia (bandiera) | C     | Lorenzo Paradiso   |
|    | Italia (bandiera) | C     | Mario Patuzzi      |

| N. |                   | Ruolo | Calciatore             |
| -- | ----------------- | ----- | ---------------------- |
|    | Italia (bandiera) | C     | Ugo Starace            |
|    | Italia (bandiera) | C     | Giuseppe De Marinis    |
|    | Italia (bandiera) | C     | Giorgio Dentuti        |
|    | Italia (bandiera) | C     | Luigi Ferrero          |
|    | Italia (bandiera) | C     | Annibale Frossi        |
|    | Italia (bandiera) | A     | Alfredo Marchionneschi |
|    | Italia (bandiera) | A     | Raffaele Rossini       |
|    | Italia (bandiera) | ?     | Pollice                |

## Calciomercato

### Sessione estiva
| Acquisti | Acquisti           | Acquisti | Acquisti   |
| R.       | Nome               | da       | Modalità   |
| -------- | ------------------ | -------- | ---------- |
| D        | Riccardo Bonometti | Brescia  | definitivo |
| C        | Ugo Starace        | Foggia   | ?          |
| C        | Annibale Frossi    | Padova   | prestito   |
| C        | Domenico Giacobbe  | Acqui    | definitivo |
| A        | Mario Patuzzi      | Brescia  | ?          |

| Cessioni | Cessioni                | Cessioni        | Cessioni   |
| R.       | Nome                    | da              | Modalità   |
| -------- | ----------------------- | --------------- | ---------- |
| D        | Antonio Perduca         | Vogherese       | definitivo |
| D        | Aldo Vollono            | Antibes         | ?          |
| C        | Pio Roberto Alice       | Lucchese        | definitivo |
| C        | Armando Massiglia       | Novara          | prestito   |
| C        | Ercole Bodini           | Catania         | definitivo |
| C        | Giuseppe Valenti        | Brescia         | definitivo |
| A        | Dario Gay               | Sampierdarenese | definitivo |
| A        | Luigi Giuseppe Giuliani | Brescia         | definitivo |
| A        | Giuseppe Scategni       | Perugia         | definitivo |
| A        | Bruno Scher             | Lucchese        | definitivo |

## Statistiche

### Statistiche di squadra
| Competizione | Punti | In casa | In casa | In casa | In casa | In casa | In casa | In trasferta | In trasferta | In trasferta | In trasferta | In trasferta | In trasferta | Neutro | Neutro | Neutro | Neutro | Neutro | Neutro | Totale | Totale | Totale | Totale | Totale | Totale | DR  |
| Competizione | Punti | G       | V       | N       | P       | Gf      | Gs      | G            | V            | N            | P            | Gf           | Gs           | G      | V      | N      | P      | Gf     | Gs     | G      | V      | N      | P      | Gf     | Gs     | DR  |
| ------------ | ----- | ------- | ------- | ------- | ------- | ------- | ------- | ------------ | ------------ | ------------ | ------------ | ------------ | ------------ | ------ | ------ | ------ | ------ | ------ | ------ | ------ | ------ | ------ | ------ | ------ | ------ | --- |
| Serie B      | 30    | 17      | 14      | 3       | 0       | 38      | 6       | 17           | 4            | 5            | 8            | 20           | 28           | 1      | 0      | 0      | 1      | 0      | 1      | 35     | 18     | 8      | 9      | 58     | 35     | +23 |

### Statistiche dei giocatori
| Giocatore         | Serie B | Serie B |
| Giocatore         | Pres    | Gol     |
| ----------------- | ------- | ------- |
| G. Antonelli      | 35      | 0       |
| R. Bonometti      | 33      | 0       |
| L. Caldarulo      | 18      | 0       |
| C. Casirago       | 3       | -?      |
| A. Cubi           | 32      | -?      |
| D. Da Caprile     | 18      | 1       |
| G. De Marinis     | 3       | 0       |
| G. Dentuti        | 26      | 3       |
| L. Ferrero        | 35      | 8       |
| A. Frossi         | 30      | 12      |
| D. Giacobbe       | 21      | 2       |
| A. Marchionneschi | 35      | 19      |
| L. Paradiso       | 16      | 0       |
| M. Patuzzi        | 18      | 4       |
| Pollice           | 0       | 0       |
| R. Rossini        | 2       | 0       |
| U. Starace        | 5       | 2       |